# Orgerus
Orgerus là một xã của Pháp, nằm ở tỉnh Yvelines trong vùng Île-de-France.
Người dân ở đây trong tiếng Pháp gọi là Orgerussiens.
Orgerus có cự ly khoảng 20 km về phía nam của Mantes-la-Jolie, trên một cao nguyển, trên độ cao 120 m trên mực nước biển.
Các xã giáp ranh gồm: Saint-Martin-des-Champs về phía bắc, Osmoy về phía đông bắc, Flexanville về phía đông-đông-bắc, Béhoust về phía đông, Millemont về phía đông nam, Bazainville về phía tây nam, Tacoignières về phía tây và Prunay-le-Temple về phía tây bắc.